# Ruskin College
O Ruskin College, originalmente conhecido como Ruskin College, Oxford, como uma instituição educacional independente em Oxford, Inglaterra. Foi nomeada em homenagem ao ensaísta e crítico John Ruskin (1819-1900), criada em 1899 com o intuito de provir oportunidades educacionais para homens da classe operária, que tinham seu acesso negado nas demais universidades da cidade de Oxford.

## História
O Ruskin College foi fundado em 1899 por Charles Austin Beard e Walter Watkins Vrooman, dois estadunidenses que haviam estudado na Universidade de Oxford, com a intenção de permitir que pessoas da classe operária tenham um acesso à educação superior. Desde o princípio, a universidade teve uma ligação forte com os movimentos operários da Inglaterra, se afastando do modelo de estudos clássicos da maior parte as universidades de Oxford, para um enfoque no estudo das Ciências Sociais. Muitas das primeiras turmas eram compostas majoritariamente por trabalhadores de uma guilda de mineiros.
Durante a Primeira Guerra Mundial, o prédio da instituição foi utilizado para abrigar refugiados belgas, e mais tarde como dormitório de enfermeiras. Durante os primeiros anos de existência, a universidade era exclusivamente para homens, passando lentamente a aceitar mulheres a partir de 1919.
Ao longo do século XX, muitos dos estudantes de Ruskin eram associados a partidos da esquerda britânica, como o Partido Trabalhista e o extinto 
Partido Comunista da Grã-Bretanha. Entre os alunos ilustres de Ruskin, estiveram os ex-primeiros ministros britânicos, Clement Attlee e John Prescott, além do historiador britânico Raphael Samuel.

### Artigos de Jornal
- Lightfoot, Liz (5 de março de 2019). «Ruskin at 120: has the workers' college lost its way?». Consultado em 2 de maio de 2019. Cópia arquivada em 14 de março de 2019

### Livros
- Scott-Brown, Sophie (2017). «The Workshop Historian: Ruskin College and the Early Years of the History Workshop». The Histories of Raphael Samuel - A portrait of a people’s historian (PDF). [S.l.]: ANU Press. p. 95-130. Cópia arquivada (PDF) em 2 de maio de 2019

### Páginas da Web
- King, Raymond (13 de fevereiro de 2014). «A Brief History of Ruskin College». Consultado em 2 de maio de 2019. Cópia arquivada em 7 de maio de 2017